# Учіха Обіто
Обіто Учіха (яп. うちはオビト, Учіха Обіто) — персонаж манґи та аніме «Naruto», створеного і намальованого манґакою Масаші Кішімото. Він був членом команди Четвертого Хокаґе, що складалася із нього, Какаші Хатаке та Рін. Один з винуватців Четвертої Світової Війни Шинобі.

## Характер
Обіто — талановитий генін Конохи, який, однак, часто виглядав невдахою на фоні партнера по команді Какаші. Згодом показано героїзм Обіто, а також його відданість і вірність друзям. Обіто — персонаж, який показує незрадливість і цінність справжньої дружби. Він може багато чого навчити.
Обіто чимось може нагадати Наруто Узумакі, а протиставивши його Какаші Хатаке, який дуже схожий на Саске, отримаємо команду № 7. Навіть Рін, куноїчі команди Обіто, так само була закохана у Какаші, як Сакура в Саске.
За характером Обіто — непосидючий ніндзя, який постійно очікує на нове змагання і бажає показати себе. Обіто має звичку постійно запізнюватися — він може спізнитися навіть на годину. Після цього він придумує безглузді виправдання. Він дещо несхожий на решту членів свого клану — могутніх і серйозних шинобі, визнаних найсильнішими в селищі. Натомість, Обіто ніколи не вважався лідером і не виділявся серед інших власними техніками. Він веселий шибайголова, у якого, однак, є своя мрія у житті — стати Хокаґе. Це надзвичайно важливо для Обіто, він вважає, що зможе стати гордістю свого селища і клану.
Обіто — людина із надзвичайно добрим серцем і щирою та відданою душею. Друзі — все для Обіто, він ладен загинути заради них, зрада друга — найбільша ганьба для нього. Коли потрібно пожертвувати життям заради друга, Обіто зробить це не вагаючись. Людина, яка зраджує власних друзів — гірша за всяке сміття для Обіто. Згодом Обіто показує власне геройство і мужність, рятуючи друзів. Обіто — персонаж, який може багато чого навчити, він показує важливість вірності, відданості і справжньої дружби.
Поєднання цих рис особистості з добрим серцем і оптимізмом Обіто зробили його легкою здобиччю для Мадари, який занурив юнака в темряву.
Після смерті Рін, рішучість та ідеалізм Обіто були зруйновані. Він став більш спокійним і зосередженим, забувши про рідне селище, друзів і навіть власне ім'я, так як вважав їх несуттєвими складовими нещасного світу, в якому Рін померла від руки коханої людини. Єдиною причиною його існування стала реалізація плану Мадари «Око Місяця» для створення нового світу. На думку Обіто, кожне скоєне ним і його підлеглими злочин було необхідним злом, а кожне вбивство символізувало жертву заради суспільного блага. Обіто набував союзників, спираючись на темряву в їх серцях і маніпулюючи ними, або ж шляхом обіцянки досягнення їх особистих цілей, водночас ділячись з ними своїми власними переконаннями. Найвідчутніше це проявлялося в створенні Акацукі, до складу якої увійшли абсолютно несхожі один на одного люди, але які об'єднали зусилля під умовою, що організація допоможе їм здійснити їхні особисті цілі. Насправді, вони були всього лише інструментами, які Обіто використовував для просування свого плану.
У Наруто Обіто бачив свою точну копію до переходу на темну сторону: обидва юнаки мріяли стати Хокаґе і були віддані своїм друзям. Через це Обіто сфокусував свою увагу на Наруто, сподіваючись продемонструвати наївність його переконань і порочність світу, тим самим наблизивши до точки зору Обіто. Коли Наруто відкинув переконання Обіто, той наповнився рішучістю знищити Наруто і його мрії і, таким чином, покласти край залишкам колишнього себе.

Обіто згадує свою колишню мрію

## Стосунки між персонажами

### Какаші Хатаке
З Какаші Хатаке, членом своєї команди, в Обіто завжди були дуже складні стосунки. Спершу Какаші завжди знущався з Обіто, насміхаючися з його слабеньких технік і нездарності. Також Какаші бісила звичка Обіто постійно запізнюватися. Все змінилося за мить до смерті Обіто. Своїм геройським вчинком Обіто показав Какаші справжню дружбу і назавжди змінив його. Какаші почав вважати його справжнім другом і надзвичайно цінувати. Какаші звинувачує себе у смерті Обіто, він проводить години перед братською могилою загиблих шінобі. Какаші навіть перейняв звичку Обіто запізнюватися. Саме Обіто вплинув на особистість Какаші, повністю змінивши друга; завдяки йому Какаші такий, яким ми знаємо тепер.

### Рін Нохара
Обіто був закоханий у Рін — куноїчі власної команди. Однак Рін не відповідала хлопцю взаємністю, оскільки мала романтичні почуття до Какаші. Обіто завжди піклувався про Рін, ставився до неї як до сестри. Учіха завжди приходив їй на допомогу і навіть ризикував власним життям.
Обіто дуже поважав сенсея власної команди, Четвертого Хокаґе. Він ввжав його неймовірно сильним ніндзя. Так само він поважав решту легендарних ніндзя, таких як Сакумо Хатаке, батька Какаші.

## Какаші Ґайден

### Команда Четвертого Хокаґе

Команда Четвертого Хокаґе: Рін, Обіто Учіга та Какаші Хатаке в дитинстві

Обіто був направлений у команду Четвертого Гокаґе. Також до команди входили Какаші Хатаке та кунойічі Рін. Спочатку у команді не було жодного командного духу, Какаші й Обіто постійно сварилися, і загалом ця команда дуже нагадувала команду № 7. Ніндзя проходили різноманітні місії, щоправда Какаші вже на той час досяг рівня Чунін.
Команда продовжувала тренування. Під час цих подій Какаші(а саме у віці 13 років) досягнув рівня Джьонін. Обіто, який виказував відкриту неприязнь до Хатаке, був єдиним з тих, хто нічого не подарував Какаші на честь цієї події. Це ще більше посилило і без того велику напругу в команді.

### Викрадення Рін. Вчинок Обіто
Однак згодом у команді Обіто лідером був визнаний Какаші, що досягнув найвищого рівня ніндзя. Тому Четвертий Гокаґе перестав брати участь у місіях. Команда почала діяти тільки у складі Рін, Обіто та Какаші.
Під час однієї із місій команді вдається виконати завдання, однак Рін викрадено. Обіто каже Какаші, що потрібно рятувати подругу, однак Какаші відмовляється, мотивуючи це тим, що команда виконала поставлене перед нею завдання.
Після цього Обіто називає Какаші боягузом і каже, що його батько, Сакумо, був героєм. Тоді ж Обіто сам вирушає на пошуки Рін.
Після слів Обіто Какаші вирішує, що повинен прийти на допомогу друзям. Він допомагає Обіто у пошуках Рін. Згодом їм вдається знайти дівчину. Однак під час битви Какаші втрачає ліве око. Обіто ж, наприкінці місії, потрапляє під валун. Він не може вибратися і команда нічим не може йому допомогти.
Перед смертю, коли Обіто розуміє, що нічого вже не змінити, Учіха дарує своє ліве око із Шарінґаном Какаші, який втратив своє ліве око захищаючи перед цим Обіто. Це був його подарунок на честь здобуття Гатаке рівня Джонін. В останні хвилини Какаші та Обіто стають найкращими друзями, і Какаші назавжди змінює своє ставлення до Обіто. Тепер вони стали найкращими друзями, і вже після смерті друга Какаші зрозумів, наскільки насправді важив для нього Обіто. Друзі змушені покинути приреченого Обіто, і він помирає.

### Четверта світова війна шинобі
Обіто з'явився під псевдонімом Тобі одразу після смерті Сасорі у 32 серії Наруто Ураганних Хронік. Одразу забирає перстень Сасорі і разом з Дейдарою йде захоплювати 3-хвостого. Потім вирушає на раду 5-ти каге у країну металу. Там розповідає про свій план спіймати всіх біджу і відродити 10-хвостого. Потім каже, що сила страшного звіра допоможе йому використати вічне Цукуйомі, техніку яка вводить усіх у вічну іллюзію. Так він пояснює припинення воєн між людьми, при цьому прикидаючись під іменем Мадари Учіхи. На війні він намагається перемогти Наруто і Бі, але наруто ламає його маску і відкривається справжнє обличчя. Потім воскрешає 10-хвостого, але потім його перемагають і Обіто запечатує Джубі (10-хвостий) у собі. Потім випускає його із себе і відроджує Шин-джу, древо-бог, як його називали колись.

### Техніки
Обіто використовує більшість технік, притаманних клану Учіха. Пробудивши свій Шарінган, він починає активно ним користуватися. Також він користується вогняними техніками клану, і розвиває потужні Нінджутсу. Також використовував аматерасу і сусано.
Загалом, Обіто має доволі високий рівень ніндзя як на власний вік. Він є дуже швидким, а завдяки власному Шарінґану здатен передбачати рухи противника. Це робить його дуже сильним молодим шінобі.